# Raynald Droz
 (février 2025).
Motif : Une seule source secondaire centrée (autrement : un entretien de la même année et 2 sources institutionnelles). Notoriété suffisante hors épisode COVID-19 ?
- Archive Wikiwix
- Bing
- Cairn
- DuckDuckGo
- E. Universalis
- Gallica
- Google
- G. Books
- G. News
- G. Scholar
- Persée
- Qwant
- (zh) Baidu
- (ru) Yandex
- (wd) trouver des œuvres sur Wikidata

| 1. | Préciser le motif de la pose du bandeau. | Précisez le motif de la pose du bandeau en utilisant la syntaxe suivante : {{admissibilité à vérifier\|date=mai 2025\|motif=remplacez ce texte par le motif}}                     |
| 2. | Informer les utilisateurs concernés.     | Pensez à avertir le créateur de l'article, par exemple, en insérant le code ci-dessous sur sa page de discussion : {{subst:avertissement admissibilité à vérifier\|Raynald Droz}} |

Raynald Droz, né le 8 octobre 1965 à Estavayer-le-Lac, est un militaire suisse avec le grade de divisonnaire. Il est successivement commandant des opérations, de la police militaire puis de  division territoriale 1.

## Biographie
Né d'un père suisse et d'une mère italienne dans le canton de Fribourg, Raynald Droz suit d'abord une formation civile en haute mer à Camogli, sur les traces de son grand-père maternel officier de marine. Il revient en Suisse à 22 ans après sa formation pour effectuer son école de recrues. C'est à ce moment qu'il rencontre sa future épouse, qui le dissuade de poursuivre une carrière dans la marine marchande ; il décide alors de se tourner vers l'Armée.
Marié et père de deux enfants, Raynald Droz consacre l’essentiel de son temps libre à la pratique du triathlon.

## Parcours militaire
En 2003, Raynald Droz achève un Master of Defence Administration à l’université de Cranfield à Shrivenham au Royaume-Uni. Il est ensuite officier adjoint de Christophe Keckeis entre 2004 et 2007, puis chef d'état-major de Philippe Rebord.
Au printemps 2020, il acquiert une reconnaissance nationale en raison de la pandémie de Covid-19 impliquant sa présence ponctuelle au sein des médias suisses en qualité de participant aux points de presse quotidiens. En tant que chef d’état-major du commandement des Opérations, il dirige la plus importante mobilisation de l'Armée suisse depuis la Seconde Guerre mondiale.
A partir de 2022, il est commandant de la police militaire suisse, puis est nommé fin août 2024 comme commandant de la division territoriale 1 à partir de 2025,.